# Osarseph
Osarseph è una figura semileggendaria della storia dell'antico Egitto che è stata associata al profeta ebraico Mosè. La sua storia è riportata dallo storico ebreo Giuseppe Flavio nel suo libro Contra Apione (1.26).

Giuseppe Flavio afferma di fare riferimento agli scritti dello storico egizio Manetone (periodo tolemaico, IV o III secolo a.C.).
Secondo lo storico egizio (sempre nella versione di Giuseppe Flavio), Osarseph fu un alto sacerdote (forse Primo Profeta) del clero di Osiride della città di Eliopoli. La collocazione degli eventi narrati da Manetone durante il regno del faraone Amenophis rende difficoltoso un corretto inquadramento storico in quanto vi furono ben quattro sovrani, tutti appartenenti alla XVIII dinastia egizia, a portare il nome di Amenhotep (forma originale del grecizzato Amenophis). Dei quattro Amenhotep quello che maggiormente potrebbe essere collegato al sovrano descritto da Manetone è Amenhotep III (1387 a.C. - 1348 a.C.), padre di Akhenaton.
Secondo il racconto di Manetone si sarebbe costruito un potente seguito tra gli intoccabili (nome forse indicante i lebbrosi) e sarebbe stato esiliato, insieme ai suoi seguaci, nella città di Avaris, nel delta del Nilo, in seguito ad un sogno profetico del faraone Amenophis. Nella terra d'esilio avrebbe poi organizzato, alleandosi con le popolazioni hyksos, una rivolta che lo avrebbe portato a conquistare lo stesso Egitto esiliando a sua volta, in Etiopia, il sovrano Amenophis ed il figlio Rapsaces, di cui viene detto essere chiamato anche Sethos. Osarseph prese il nome di Mosè ed ordinò ai suoi seguaci di distruggere i templi e le immagini delle divinità tradizionali. Dopo un regno di tredici anni caratterizzato dall'oppressione religiosa, Amenophis ed il figlio avrebbero scacciato l'usurpatore ripristinando il culto degli antichi dei.
Questo racconto, pur non essendo compatibile con le moderne cronologie, contiene alcuni elementi rilevanti. Amenhotep III fu il padre di Akhenaton il cui regno, durato appunto 13 anni, fu caratterizzato da una profonda riforma religiosa. Sethos è il nome con cui Manetone si riferisce a Seti I, secondo sovrano della XIX dinastia e figlio di Ramesse I. Tra l'altro Manetone non riporta alcuna notizia esplicita sul periodo di Amarna.
Manetone sembra affermare che questi eventi siano alla base della storia biblica di Mosè e degli Israeliti, un argomento che Giuseppe Flavio rigetta come assurdo. Molti studiosi moderni interpretano questo come un antico esempio di antisemitismo (specialmente l'affermazione che gli Ebrei discendano dai lebbrosi esiliati) che ha mescolato i 13 anni di monoteismo di Akhenaton con ciò che di Mosè è narrato nella Bibbia. Secondo l'egittologo Eduard Meyer, il personaggio storico che si celerebbe dietro la leggenda di Orsarseph non sarebbe il Mosè biblico ma il faraone Akhenaton e la sua volontà di imporre il culto atonista.
Dai testi di Amarna sappiamo che Akhenaton inviò in Palestina un reparto militare composto da truppe medjay sudanesi ed è possibile che nella confusione seguita al termine del suo regno questo fatto sia stato distorto ed interpretato come cacciata dei lebbrosi. 
Altri studiosi tendono ad identificare Osarseph con il Giuseppe biblico, basandosi più che altro sulla somiglianza del nome. In questo caso il sogno che Giuseppe avrebbe interpretato sarebbe quello di Amenhotep III. Le due teorie non sono mutuamente escludentisi: è possibile che Osarseph sia Giuseppe, confidente ed amico del sovrano, che interpreta il sogno di Amenhotep III, sia Mosè, un riformatore monoteista, che guidò una ribellione durante il regno di Akhenaton. 
È anche possibile che l'Osarseph manetoniano sia da identificare con Irsu, noto anche come cancelliere Bay, un potente cortigiano del periodo di interregno tra la XIX e la XX dinastia egizia quindi tra i regni di Amenmose e di Sethnakht. In un testo riportato su una stele ad Elefantina, ed anche sul papiro Harris, Sethnakht e il figlio Ramesse III celebrano l'espulsione degli asiatici dall'Egitto.
La scarsa disponibilità di documenti originali, a cui potrebbe aver avuto accesso Manetone, che pure scrive circa mille anni dopo gli eventi, rende molto difficoltosa la scelta tra una delle possibili interpretazioni. In effetti nessuno dei testi originali giunti fino a noi cita una espulsione di lebbrosi dall'Egitto. Un racconto di questo genere non è però unico. Tacito afferma anch'esso che gli Ebrei ebbero origine da popolazioni scacciate dall'Egitto (durante il regno di Bocchoris) e che non si cibano del maiale essendo questo colpito dalla lebbra.